# Związek Narodu i Sprawiedliwości
Związek Narodu i Sprawiedliwości (lit. Tautos ir teisingumo sąjunga) – litewska partia polityczna o profilu centrowym i eurosceptycznym.

## Historia
Partia pod nazwą Narodowa Partia Centrum (lit. Nacionalinė centro partija) powstała w 2003 w wyniku rozłamu w Litewskim Związku Centrum. Założyli ją przeciwnicy współpracy z Litewskim Związkiem Liberałów i planów połączenia tych ugrupowań, skupieni wokół Romualdasa Ozolasa, byłego wicepremiera i posła na Sejm.
W wyborach w 2004 centryści uzyskali 0,5% głosów, nie zdobywając jakichkolwiek mandatów w parlamencie. W 2005 zmieniono nazwę formacji na Litewska Partia Centrum (lit. Lietuvos centro partija, LCP). W 2007 LCP wprowadziła w skali kraju z własnych list 18 przedstawicieli do samorządów. W wyborach parlamentarnych w 2008 partia uzyskała poniżej 1% głosów i pozostała poza parlamentem.
W 2011 na czele partii stanął Eugenijus Skrupskelis. W wyborach samorządowych w tym samym roku centryści uzyskali zbliżoną reprezentację co cztery lata wcześniej. W 2012 w wyborach do Sejmu partia uczestniczyła w ramach koalicji Za Litwę na Litwie, która nie przekroczyła 1% głosów i nie uzyskała żadnych mandatów. W 2013 przewodniczącym LCP został Albinas Stankus, dwa lata później uzyskali 3 mandaty radnych w litewskim samorządzie.
W 2016 jej przewodniczącym został poseł Naglis Puteikis. W wyborach w tym samym roku ugrupowanie współtworzyło Koalicję Antykorupcyjną, która uzyskała 6,1% głosów i nie przekroczyła progu wyborczego dla koalicji. Lider LCP utrzymał mandat poselski w okręgu jednomandatowym jako jedyny przedstawiciel centrystów. W 2019 ugrupowanie wprowadziło 8 radnych do litewskich samorządów. W tym samym roku ponownie zmodyfikowano nazwę ugrupowania na Centro partija „Gerovės Lietuva”.
W 2020, po nawiązaniu współpracy z narodowcami, partia zmieniła nazwę na Centro partija – tautininkai. W wyborach w tymże roku ugrupowanie dostało 2,3% głosów, nie uzyskując poselskiej reprezentacji. W 2021 partia przekształciła się w ugrupowanie pod nazwą Związek Narodu i Sprawiedliwości, na czele którego stanął Petras Gražulis.
w wyborach europejskich w 2024 partia uzyskała 1 mandat; jej przedstawiciel dołączył do frakcji Europa Suwerennych Narodów. W wyborach do Sejmu w tym samym roku formacja otrzymała 1,4% głosów i nie wprowadziła do litewskiego parlamentu żadnych swoich przedstawicieli.